# Jean Bodel
Jean Bodel (vers 1165 - Arràs, 1210) va ser un poeta i trobador medieval (trober) del nord de França de la segona meitat del segle xii, que va escriure en llengua romànica. La Chanson des Saisnes és la seva obra més coneguda.

## Biografia
La major part de les seves dades biogràfiques ens són desconegudes, entre elles, la data i el lloc del seu naixement. Estava estretament lligat a la ciutat d'Arras, actualment capital de departament de Pas de Calais, on va participar activament en la vida política i social de la ciutat. Va ser membre de la Confrérie des jongleurs et des bourgeois, en el registre de la qual figura la seva mort durant el primer semestre de 1210. Sabem que havia adquirit lepra l'any 1202, circumstància que el va obligar a recloure's en una leproseria on va morir.
Bodel, en el seu pròleg de la Chanson des Saisnes, fa una classificació de les obres literàries narratives del seu temps en 3 grups: la matèria de Roma, que inclou les obres de temàtica clàssica; la matèria de Bretanya, que inclou les obres relacionades amb el Rei Artús; i la matèria de França, que comprèn les obres relacionades amb el rei Carlemany i la seva noblesa, és a dir l'èpica.

## Producció literària
Bodel és autor de les següents obres:
1) La chanson des Saisnes és una obra que pertany al gènere èpic, escrita en vers (conté 7838 versos), i que relata la guerra entre els francs, a les ordres de Carlemany, i els saxons, capitanejats per Widukind (anomenat Guiteclin per Bodel). (vegeu l'article corresponent)
2) Le jeu de saint Nicolas, datat entre 1194 i 1202, i ambientada en la guerra entre els àrabs i els cristians. S'hi descriu com sant Nicolau impedeix el robatori del seu tresor.
3) Congés, poema escrit el 1202, on Bodel, ja malalt de lepra, s'acomiada de la seva ciutat i els seus amics; un poema personal sobre la mort que inclou dades autobiogràfiques.
4) Obres d'extensió menor: 5 pastorel·les i 9 fabliaux.